# Abenteuer – 20 Jahre Andrea Berg
Abenteuer – 20 Jahre Andrea Berg ist das dritte Best-of-Album der deutschen Schlagersängerin Andrea Berg. Es erschien im Januar 2013 und lehnt an ihr Studioalbum Abenteuer von 2011 an. Auf dem Album wirkten Gastsänger wie Lionel Richie, Roland Kaiser, DJ BoBo, Simone Thomalla, Birgit Schrowange, DJ Ötzi, Semino Rossi, Florian Silbereisen und Helene Fischer mit.

## Rezeption
Schlagerplanet.com lobte die „hochwertige Box“ und nannte sie ein „absolutes Highlight“. Die Redaktion von mix1.de hob die „hochkarätigen Gäste“ hervor und bewertete die Box mit sieben von acht Punkten.

## Trackliste

### CD
1. Du hast mich tausendmal belogen
2. Ich schieß dich auf den Mond
3. Angel mit Lionel Richie
4. Schenk mir einen Stern
5. Herztattoo
6. Dich zu lieben mit Roland Kaiser
7. Du bist gegangen
8. Piraten wie wir
9. What a feeling mit DJ BoBo
10. Das kann kein Zufall sein
11. Flieg mit mir fort
12. Männer mit Simone Thomalla und Birgit Schrowange
13. Lebenslänglich
14. Dein Engel
15. Mein Prinz
16. Einmal Himmel und zurück mit DJ Ötzi
17. Seelenverwandt
18. Aber dich gibt’s nur einmal für mich mit Semino Rossi
19. Lieber Gott
20. Du kannst noch nicht mal richtig lügen mit DJ Ötzi und Florian Silbereisen
21. 20 Jahre Medley: Kilimandscharo, Wenn du mich willst (dann küss mich doch), Ich sterbe nicht noch mal, Ein Tag mit dir im Paradies und Die Gefühle haben Schweigepflicht

### DVD 1
Heimspiel (Open Air) 2012
Hinter den Kulissen Heimspiel
1. Piraten wie wir – Live In Aspach
2. Flieg mit mir fort – Live In Aspach
3. Seemann, deine Heimat ist das Meer – Live In Aspach
4. Ein Tag mit dir im Paradies – Live In Aspach
5. Schenk mir Einen Stern – Live In Aspach
6. Du hast mich tausendmal belogen – Live In Aspach
7. Einmal Himmel und zurück – Live In Aspach
8. Für immer und ewig – Live In Aspach
9. Das kann kein Zufall sein – Live In Aspach
10. Lebenslänglich – Live In Aspach
11. Du kannst noch nicht mal richtig lügen – Live In Aspach
12. Ich sterbe nicht noch mal – Live In Aspach
13. Ich schieß dich auf den Mond – Live In Aspach
14. Seelenverwandt – Live In Aspach
15. My Heart Will Go On – Live In Aspach
16. Auf Matrosen Ohe – Live In Aspach
17. Ich liebe das Leben
18. Du hast mich tausendmal belogen
19. Sierra Madre – Live In Aspach
20. Weißt du, wie viel Sternlein stehen – Live In Aspach
21. La-Le-Lu – Live In Aspach
22. Vorstellung der Band – Live In Aspach
23. Feuerwerk – Live In Aspach
24. Making-of Andrea Berg Heimspiel

### DVD 2
1. Die Gefühle haben Schweigepflicht – Musik Liegt In Der Luft, 20. Oktober 1996
2. Du hast mich tausendmal belogen – Die ZDF-Hitparty, 31. Dezember 2007
3. Ich liebe das Leben – ZDF-Fernsehgarten, 5. September 2010
4. Vielleicht ein Traum zu viel – ZDF Hitparade, 20. November 1999
5. Du kannst noch nicht mal richtig lügen – Willkommen Bei Carmen Nebel, 30. Oktober 2010
6. Du – Das Zdf-Sommerhitfestival, 23. Juni 2005
7. Lebenslänglich – Willkommen Bei Carmen Nebel, 24. September 2011
8. Bleib – Die Goldene Stimmgabel 2003, 21. September 2003
9. Dich soll der Teufel hol’n – ZDF-Fernsehgarten, 10. Mai 2009
10. Ein bisschen Wahnsinn – Das ZDF-Sommerhitfestival, 13. Juli 2006
11. Geh doch, wenn du sie liebst – Herzlichst Hansi Hinterseer, 13. Juni 2002
12. Verdammt, ich lieb dich noch – Willkommen Bei Carmen Nebel, 8. Mai 2010
13. Wirst du’s in meinen Augen seh’n – Die Goldene Stimmgabel 2002, 3. Oktober 2002
14. Glaub’ nicht, dass sie dich liebt wie ich – Willkommen Bei Carmen Nebel, 14. April 2007
15. Seit tausend Jahren – Willkommen Bei Carmen Nebel, 3. November 2007

## Chartplatzierungen
| Jahr | Titel                            | Höchstplatzierung, Gesamtwochen, AuszeichnungChartplatzierungen (Jahr, Titel, Platzierungen, Wochen, Auszeichnungen, Anmerkungen) | Höchstplatzierung, Gesamtwochen, AuszeichnungChartplatzierungen (Jahr, Titel, Platzierungen, Wochen, Auszeichnungen, Anmerkungen) | Höchstplatzierung, Gesamtwochen, AuszeichnungChartplatzierungen (Jahr, Titel, Platzierungen, Wochen, Auszeichnungen, Anmerkungen) | Anmerkungen                                             |
| Jahr | Titel                            | DE | AT | CH | Anmerkungen                                             |
| ---- | -------------------------------- | --- | --- | --- | ------------------------------------------------------- |
| 2013 | Abenteuer – 20 Jahre Andrea Berg | DE*DE | AT1 (45 Wo.)AT | CH*CH | Erstveröffentlichung: 11. Januar 2013 * siehe Abenteuer |